# アメリカ合衆国大統領のドクトリン
アメリカ合衆国大統領のドクトリン（アメリカがっしゅうこくだいとうりょうのドクトリン）とはアメリカ合衆国の大統領が、外交問題に対して鍵となる目標、態度またはスタンスを指針として示すものを「ドクトリン」と称しているものである。ほとんどの大統領のドクトリンは冷戦に関するものである。一般的に、ジェームズ・モンロー、ハリー・S・トルーマン、リチャード・ニクソン、ジミー・カーターとロナルド・レーガンなどの歴代の多くのアメリカの大統領は彼らの外交政策をドクトリンという用語を用いて表現し、彼らは皆、自らの外交政策の特徴をより完璧に表現するためのドクトリンを持っていた。

## 大統領のドクトリン

### モンロー・ドクトリン（モンロー主義）

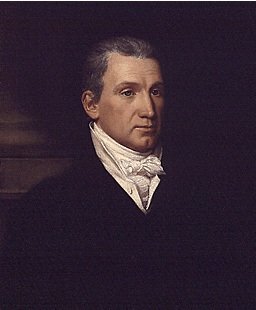
ジェームズ・モンロー第5代アメリカ合衆国大統領。

モンロー・ドクトリンは1823年に発表され、ヨーロッパの大国に対して、もはやアメリカ大陸を植民地化すべきでないことやアメリカやメキシコ、大コロンビアや他のアメリカ大陸に位置する主権国家の問題に関して干渉すべきではないというアメリカの意見を宣言したものである。そのかわり、アメリカはヨーロッパの大国間およびヨーロッパの大国とその植民地間の戦争に対して中立的な立場をとるつもりだった。しかしながら、これらの後者の類型の戦争がアメリカ大陸で起こり、アメリカはそのような行動は自国に対する敵対行為であるとみていた。
ドクトリンはジェームズ・モンロー大統領によって考案され、彼の7回目の議会に対する一般教書演説において発表された。それは当初、疑いの眼差しを向けられ、後に熱狂を持って迎えられた。これはアメリカの外交政策にとって画期的な瞬間だった。
ドクトリンは、特に、ジョン・クインシー・アダムズによって考案されたと考えられている、国家の道徳として植民地主義に反対する宣言であるが、その後、セオドア・ルーズベルト大統領の「ローズヴェルトの系論」を含め、アメリカ独自の植民地主義の形成のための認可証として利用され、様々な方法によって再解釈されてきた。

### ローズヴェルトの系論
モンロー・ドクトリンから導かれるローズヴェルトの系論（The Roosevelt Corollary to the Monroe Doctrine）とは、1904年に宣言されたセオドア・ルーズベルト大統領による新たなアメリカの外交指針である。非介入主義であるモンロー・ドクトリンを転換し、ラテンアメリカ諸国に対する介入（内政干渉）を正当化するものである。しかし、これはモンロー・ドクトリンを否定するものではなく、不安定なラテンアメリカ諸国へのヨーロッパ列強の介入を許さないのであれば、その代わりとして地域秩序維持のため、アメリカが介入せざるを得ないという、むしろ、モンロー・ドクトリンを遵守した結果として生じるものだとルーズベルトは説明した。
ルーズベルトはこの考えに基づいて棍棒外交を行い、積極的にラテンアメリカ諸国に内政干渉した。時にパナマ運河建設のため、コロンビアよりパナマの独立を支援し、認めさせた。また、対外債務による破綻国家となっていたドミニカ共和国には顧問官の派遣を認めさせ、その債務返済に務めさせた（後のドル外交につながる）。
ローズヴェルトの系論はアメリカの商業的権益の拡張という側面も強く、本質的にはヨーロッパ列強と同じ、帝国主義的政策とみなされた。アメリカ国内でも孤立主義者や平和主義者の間で論争を巻き起こした。

### トルーマン・ドクトリン
トルーマン・ドクトリンはソビエト連邦によるヨーロッパと中東への侵略に対するアメリカの政治的回答であり、具体的にはイラン、トルコ、ギリシャにおける共産主義運動を指していた。結果的に、アメリカのソ連に対する外交政策は、ジョージ・F・ケナンが表現したように、「封じ込め」へと変化した。 トルーマン・ドクトリンのもと、アメリカは共産主義政権によって脅威にさらされ、共産主義に抵抗する国家が援助を求めた場合のために、資金、武器や軍隊を送る準備を整えていた。ハリー・S・トルーマン大統領の言葉にあるように、それは「武装した少数派や外国の圧力によって服従させようとする試みに対して抵抗する自由な人々を支援するアメリカの方針」となった。
トルーマン大統領は、ギリシャ内戦（1946–1949）の危機のさなか、1947年3月12日に行われた議会への演説において宣言した。 トルーマンはもしギリシャとトルコが彼らが必要としていた援助を受け取らなかった場合、彼らが共産主義者の手に落ちていくことは避けられないことであり、さらにこの地域に広まっていくと主張した。
1947年5月22日、トルーマンはトルコとギリシャに4億ドルの軍事的、経済的な援助を行う法律に署名した。しかしながら、このアメリカの援助は、もはや経済的に与えられる地位になかったイギリスによる様々な援助にとってかわられた。 例えば、1947年以前はイギリスによって実行されていたギリシャの共産主義者に対する封じ込めと反対する政策はその多くがアメリカによって引き継がれた。
ドクトリンはまた、その後ヨーロッパのほかの場所でも行われた。イタリアやフランスなど、共産主義運動が盛んにおこなわれていた西ヨーロッパ諸国の政府は、様々な援助が与えられ、共産主義者が政権につくことがないように援助を受けた。いくつかの観点において、これらの運動はソ連や東ヨーロッパにおける反対者グループの粛清の動きに対する反応であった。

### アイゼンハワー・ドクトリン
アイゼンハワー・ドクトリンは、1957年1月5日、ドワイト・D・アイゼンハワー大統領が議会に対して発表したメッセージのなかの一節である。アイゼンハワー・ドクトリンのもと、もし、ある国家が他の国から武力侵攻の脅威にさらされた場合、その国家はアメリカに経済的な援助、および、もしくはまたは、アメリカ軍に援助を求めることができるようになった。アイゼンハワーは彼のドクトリンのなかでソビエトの脅威を主張し、「国際的な共産主義運動によってその政権下にあるいかなる国家からの武力侵攻に際し、そのような国家の領土の保全と政治的独立を守り、保護するため、そのような援助の求めにより」、アメリカ軍が関与することを正当化した。アラブの一部で高まっていた西側陣営への敵愾心と、1956年のスエズ動乱の後、エジプトとシリアでソビエトの影響力が高まっていたことがドクトリンの動機だった。
国際的な政治の文脈では、ドクトリンはソビエトがスエズ戦争をエジプトへの介入のための口実として利用しようとする試みの脅威の結果として、戦争を起こる可能性への反応だった。この地域におけるイギリスとフランスの影響力の衰退が残した力の空白によってその後に生じた戦争と、素早く権力基盤を築き、ソビエトとアメリカに対抗するためにそれを利用し、積極的な中立の立場をとり、ソビエトの援助を受け入れていたエジプトのガマール・アブドゥル＝ナーセルがとった立場によってはさらに複雑化した状況を改善するためには、アイゼンハワーは強硬な立場をとることが必要であると感じていた。
ドクトリンによる軍事行動の提供は次の年に起きたレバノン危機に適用され、レバノンのカミール・シャムーン大統領の要求によってアメリカは介入した。

### ケネディ・ドクトリン
ケネディ・ドクトリンはジョン・フィッツジェラルド・ケネディが大統領を務めた任期のあいだのラテンアメリカに対する外交政策の姿勢である。ケネディは共産主義に対する封じ込めの支持と西半球において進捗していた共産主義政権の転覆を宣言した。
1961年1月20日の彼の就任演説において、ケネディ大統領はその青写真とともにアメリカの聴衆に後に来るべき彼の政権の将来の外交政策の姿勢について語った。この演説で、「すべての国家は知るべきである。我々のことをよく思うか思わないかを問わず、自由の存続と成功を確かなものにするために我々は、いかなる代償も支払い、いかなる重荷も背負い、いかなる困窮にも耐え、いかなる友人をも支え、いかなる敵にも屈しないことを」とケネディは警告した。1
彼はまた、聴衆に対し、「人類共通の敵である圧政、貧困、病と戦争それ自体との戦い」への協力を呼びかけた。この演説のなかではケネディ政権で重視されるようになる冷戦の我々と彼らという構図の始まりを目にすることができる。

### ジョンソン・ドクトリン
ジョンソン・ドクトリンは1965年のアメリカのドミニカ共和国に対する介入後にリンドン・B・ジョンソン大統領によって言明された、西半球における国内の革命の「目的が共産主義者の独裁政権の確立を目的とする場合」、それをもはや国内問題としてとらえないことを宣言したものである。

### ニクソン・ドクトリン
ニクソン・ドクトリンは1969年7月7日、グアムにおける記者会見の場において、リチャード・ニクソンによって述べられた。アメリカは今後、同盟国が国防について、まず自国のことは自国で責任を負うことを期待すると彼は述べた。これはベトナム戦争の「ベトナム化」の始まりだった。ドクトリンでは、アメリカは同盟国との協力を通じて平和を追求していくことが主張された。
1969年11月3日にベトナム戦争について国民に演説したニクソン自身の言葉は次の通りである。
- 第一に、アメリカは条約で規定したすべての関与を維持する。
- 第二に、もし核保有国が我々と同盟関係にある自由な国やその国の存続が我々自身の安全保障にとって死活的に重要であると我々が認める国を恫喝する場合、我々は必ず盾を与える。
- 第三に、他の類型の侵略に関する場合で、我々が条約で規定した関与による求めがある場合、我々は必ず軍事的、経済的援助を与える。しかし、その国が脅威にさらされているとき、その国が国防の責任を自ら果たしているかどうかを、我々は必ず直接注視する。

ニクソン政権は、イランやサウジアラビアへの軍事援助を通じて、ペルシャ湾岸地域でもドクトリンを行使し、これらのアメリカの同盟国はこの地域における平和と安定を確保する責任を引き受けた。「血と油：アメリカの石油外交の危険性とその後（2004年、ニューヨークのヘンリー・ホルト社刊）」の著者マイケル・クレアによれば、ニクソン・ドクトリンの行使はアメリカのペルシャ湾岸地域の同盟国への軍事援助というカーター・ドクトリンとその後の湾岸戦争とイラク戦争というアメリカの直接軍事介入の「水門の扉を開いた」という。

### カーター・ドクトリン
カーター・ドクトリンはジミー・カーター大統領が1980年1月23日に彼の一般教書演説のなかで述べたもので、ペルシャ湾岸地域における国益を守るために必要な場合には、アメリカが軍事力を行使することも辞さないことを宣言したものである。ドクトリンはソ連のアフガニスタン侵攻に対する回答であり、冷戦期のアメリカの敵であり、ペルシャ湾で覇権を模索していたをソ連の牽制を目的としていた。カーターは、アフガニスタンのソビエト軍が「中東の石油の自由移動にとって重大な脅威」となる姿勢をみせていると述べた後、こう宣言した。
我々の立場を完全に明確にしよう、ペルシャ湾地域を管理下に置こうとする外部からの試みは、アメリカの死活的に重要な利害に対する攻撃とみなされ、そのような攻撃に対しては軍事力を含むすべて手段によって報復されるだろう。(演説全文)
これはカーター・ドクトリンの重要な一節であるが、カーター大統領の国家安全保障問題担当大統領補佐官であったズビグニュー・ブレジンスキーによって書かれた。ブレジンスキーはトルーマン・ドクトリンに倣ってカーター・ドクトリンを形成し、「ソビエトはペルシャ湾に近づくべきではないことを明確に主張するために」、先の一節を演説に含めたと主張した。
「石油の世紀――支配者たちの興亡」の著者ダニエル・ヤーギンは、カーター・ドクトリンと1903年にイギリスのフィッツモーリス外務大臣がイギリスは「ペルシャ湾における他のいかなる大国による海軍基地または要塞化された港の建設しようとする試みも、イギリスの権益への重大な脅威とみなされ、我々は我々がそれを拒否する意思を表示するため、あらゆる手段をもって間違いなく抵抗するだろう」とロシアとドイツに対して警告したイギリスの宣言との「類似性」を指摘している。

### レーガン・ドクトリン
レーガン・ドクトリンはソ連の支援を受ける従属国の共産主義政権に抵抗する反共ゲリラを支援することによってソ連の影響力に対抗しようとする冷戦期のアメリカの重要な戦略である。それはブレジネフ・ドクトリンへの回答であり、1980年代中盤から冷戦が終結した1991年まで、アメリカの外交政策の中核だった。

#### レーガンの定義
レーガンがドクトリンについて初めて説明したのは1985年の一般教書演説だった。「我々はソビエトの侵攻に抵抗し、我々が生まれたときから持っている権利を守るため、アフガニスタンからニカラグアに至るまですべての大陸において危機に瀕している信頼を失ってはならない。自由のために戦う者を支えることは自衛である」。
レーガン・ドクトリンはニカラグアのコントラ、アフガニスタンのムジャーヒディーン、アンゴラのジョナス・サヴィンビ率いるアンゴラ全面独立民族同盟など反共組織の援助を呼びかけた。

### クリントン・ドクトリン
クリントン・ドクトリンは他の多くのドクトリンがそうだったような明確な方法で述べられたものではない。しかしながら、1999年2月26日の演説で、ビル・クリントン大統領はいわゆるクリントン・ドクトリンと考えられているものについて次のように述べた。
我々がボスニアのこのまたはその谷に誰が住んでいるかやアフリカの角の低木林地、またはヨルダン川の干からびた土地を誰が所有しているかについて本当に何の利害もないというのは容易なことである。しかし、我々の関心の本当の基準は本当に小さなまたは遠く離れた、または我々がその名前を発音することが厄介なこれらの場所にあるのではない。我々が尋ねなければならない疑問は、紛争の傷口が広がることを放置した結果が我々の安全保障にどう影響を与えるかなのだ。すべてのことやあらゆるところで我々はすることはできないし、本当に、我々はすべきでない。しかし、我々の価値観と我々の権益が危うくなっていることや、我々ができることで違いを生み出すことができることは、我々はそうすべく準備しておかなければならない。
クリントンは後に、「ジェノサイドはそれ自体に我々が行動すべき国益が包摂されてお」り、「我々は世界の人々に、アフリカあるいは中央ヨーロッパやそのほかの場所に住んでいようが、もし誰かが無実の市民がやって来て彼らの人種や、民族的背景または宗教のために大量殺戮されようとしているのなら、それは我々の力で止めることができる。我々はそれを止めさせるだろう」と述べ、介入のドクトリンを補足した。

### ブッシュ・ドクトリン
ブッシュ・ドクトリンはアメリカ同時多発テロ事件後にジョージ・W・ブッシュ大統領によって採用された外交政策である。事件後のアメリカ議会への演説において、ブッシュ大統領はアメリカは「これらの行為に関与したテロリストと彼らをかくまう者を区別しない」と宣言し、その後アフガニスタンに侵攻した 。その後、ブッシュ・ドクトリンは潜在的な侵略者がアメリカに対して攻撃を開始する前に、それを予防する戦争を許容する政策とともに定義され、その視点はイラク戦争の理論的根拠の一部として利用された。ブッシュ・ドクトリンは冷戦期、ソビエト連邦の崩壊から9/11を経て、抑止という一般的なアメリカの外交政策の特徴から一歩踏み込んだものであると認識されており、ロナルド・レーガン政権の影響に影響を与え、安定した右翼独裁政権を支援したカークパトリック・ドクトリンともまた対照的である。

### オバマ・ドクトリン
2009年の時点では、オバマ・ドクトリンはまた完全に定義づけされておらず、オバマ大統領自身も外交政策の特徴を「ドクトリン」というかたちで大げさに表現しようとするアプローチを嫌っている。 オバマは彼のドクトリンについて質問されたとき、「我々の安全保障は他の人々や他の国々と共通の安全保障と共通の繁栄という視点」をアメリカは持つべきだと答えた。 2009年4月16日、E.J.ディオンヌはワシントン・ポスト紙のコラムにおいてドクトリンを「アメリカの力を臆することなく展開するが思慮深く、その行使は現実的な限界と自己認識に満ちていなければならないとする現実主義の一形態」と表現した。 オバマ・ドクトリンは一部の者からは教条主義的で攻撃的なブッシュ・ドクトリンからの変化であるして歓迎された。 他方で、ブッシュ前大統領が指名したジョン・ボルトン国連大使などは、敵国との宥和政策を奨励していることなど、それがあまりにも理想主義的で感傷的に過ぎると批判した。
ポリティーコ紙が報じ、2011年3月29日にブライアン・ウィリアムズに伝えたとされるところによると、オバマ大統領は北アフリカと中東は「異なり」、アメリカは同じ政策を適用としようとすることはできないと語り、この「オバマ・ドクトリン」に関する一連の論争を終わらせようとした。オバマは「私はこの特定の状況をとってこれから我々が適用するオバマ・ドクトリンの一部を型枠のように定義づけしようとする試みは重要ではないと思う」と語った。